# Quartel dos Dragões
O Quartel dos Dragões é o Quartel General da Região Militar do Sul e situa-se no Largo dos Castelos, na freguesia de Sé e São Pedro em Évora, Portugal.
Foi construido em 1577 pelo arquitecto Diogo de Arruda como depósito do Celeiro Comum.
Em 1807, após longas obras de adaptação a quartel, foi ocupado Regimento de Dragões de Évora.
Em 1992, tornou-se sede do Quartel General da Região Militar Sul.